# Симон (Шлеёв)
Епи́скоп Си́мон (в миру Симео́н Ива́нович Шлеёв; 20 апреля 1873, Явлеи, Алатырский уезд, Симбирская губерния — 18 августа 1921, Уфа) — епископ Русской православной церкви, епископ Уфимский и Стерлитамакский.
Автор ряда трудов по единоверию. Создал первый официальный единоверческий журнал и организовал несколько единоверческих братств и съездов. Его перу принадлежит очерк — основной источник для исследования единоверческой философии — «Единоверие в своем внутреннем развитии».
Причислен к лику святых Русской православной церкви в 2000 году.

## Биография
Родился в семье крестьянина-старообрядца Ивана Григорьевича Шлеёва. 11 апреля 1876 года в возрасте 3-х лет был присоединён к Православию через единоверие — направление в Русской православной церкви, которое соблюдает дониконовские «старые» обряды.
В течение всей своей деятельности выступал за примирение со старообрядцами и официальную отмену антистарообрядческих решений Собора 1666—1667 годов, что впоследствии и было сделано митрополитом Сергием.
В 1889 году окончил Лысковское духовное училище. В 1895 году окончил Нижегородскую духовную семинарию учеником 1-го разряда и вторым учеником класса. В 1899 году окончил Казанскую Духовную академию со степенью кандидата богословия за сочинение «Единоверие, его сущность и устройство».
17 января 1900 года епископом Чистопольским Антонием (Храповицким) был рукоположён в сан священника и назначен настоятелем единоверческой церкви Казани во имя Четырёх Евангелистов. Назначен окружным миссионером Казанской епархии, награждён набедренником.
В 1901 году издал в Санкт-Петербурге свою первую книгу — «Единоверие и его столетнее организованное существование в Русской Церкви».
С 1901 по 1904 год совершал миссионерские поездки по Уфимской епархии.
С 7 февраля 1905 года — священник Никольской единоверческой церкви Санкт-Петербурга.
Участник трудов Предсоборного Присутствия в 1906 году. Благочинный столичных единоверческих храмов.
В 1906—1908 годах издавал в Санкт-Петербурге еженедельный единоверческий журнал «Правда православия».
С 22 ноября 1907 года — настоятель Никольской единоверческой церкви Санкт-Петербурга.
Никольский единоверческий храм благодаря его выдающейся организаторской деятельности был крупнейшим единоверческим образовательным центром. При нём в 1908 году было открыто Братское реальное училище, директором и законоучителем в котором был отец Симеон. Первоначально количество учащихся в нём составляло всего 10 человек, то уже в 1912/1913 году число учеников достигло 400. В октябре 1912 года было построено новое четырёхэтажное здание для Братского училища.
В октябре 1909 года явился инициатором участия делегации единоверцев Санкт-Петербурга в Московском епархиальном единоверческом съезде как инициатор и руководитель единоверческого училища (хотя Синод разрешил единоверцам провести лишь епархиальный съезд, митрополит Московский Владимир (Богоявленский) позволил в виде исключение прибыть на собор представителям других епархий).
Устроитель и участник I Всероссийского единоверческого съезда, прошедшего с 22 по 30 января 1912 года в Санкт-Петербурге, избран почётным секретарём съезда.
31 января того же года в составе депутации Съезда был принят императором Николаем II. Преподнёс Цесаревичу Алексею Николаевичу, подручник, вышитый шёлком по бледно-розовому атласу.
В 1913 году при Никольской единоверческой церкви была открыта женская гимназия, Попечительский совет которой возглавил иерей Симеон.
С 1914 по 1917 год состоял председателем Попечительского совета о воинах и их семьях. За активную деятельность на этой ниве 13 декабря 1916 года был награждён орденом святой Анны II степени. В документе, сопровождающем награждение, было написано: «Протоиерей Симеон Шлеёв состоит председателем попечительского совета о воинах и их семьях со дня его основания, с 10.VIII.1914 года, и под его руководством Совет изыскал средств до 40 тысяч рублей. В сентябре 1914 года протоиерей С. Шлеев принимал главное участие в организации лазарета Краснаго Креста под № 121 для раненых воинов на 40 кроватей, Помимо материальной поддержки лазарету, протоиерей С. Шлеев неоднократно устраивал для раненых воинов литературные вечера, ведет с ранеными беседы и поручает ведение таких бесед учащимся старших классов вверенного ему реального училища».
В 1916 году возведён в сан протоиерея. В том же году скончалась его супруга Екатерина Фёдоровна.
С мая по август 1917 года член Предсоборного Совета, благочинный единоверческих церквей Петроградской епархии.
10 июля 1917 года на Петроградском епархиальном единоверческом съезде избран делегатом на Поместный Собор от единоверцев епархии.
Организатор и товарищ председателя II Всероссийского единоверческого съезда, прошедшего в 23-28 июля 1917 года в Нижнем Новгороде.
Член Поместного собора 1917—1918 годов по двум мандатам: по участию в Предсоборном Совете и по избранию от единоверцев, заместитель председателя XXIII, член II, VII, VIII, IX, X, XI Отделов, член Соборного Совета на 3-й сессии. От имени единоверцев выступил горячим поборником идеи восстановления патриаршества в Русской Церкви. На соборе было принято решение об учреждении единоверческих викариатств.
В мае 1918 года в период работы собора пострижен в рясофор, а июне пострижен в мантию с возведением в сан архимандрита. 16 июня 1918 года в Троицком соборе Александро-Невской лавры хиротонисан в единоверческого епископа Охтенского с подчинением митрополиту Петроградскому. Хиротония была совершена патриархом Тихоном в сослужении митрополита Вениамина (Казанского) и других архиереев по старопечатным книгам. Считался не викарным, но состоявшим «в зависимости» от Петроградского митрополита.
По приглашению единоверцев и с благословения епархиальных архиереев совершал архиерейские богослужения в других епархиях, а также для других епархий рукополагал единоверческих клириков.
В 1920 году Патриархом Тихоном назначен временным управляющим Уфимской епархии, когда архиепископ Андрей (Ухтомский) не имел возможности пребывать со своей паствой. Епископ Симон прибыл в Уфу в начале мая 1920 года. Его временное управление продолжалось до дня мученической кончины — 18 августа 1921 года.
Епископ Симон получил епархию, по территории которой несколькими волнами прокатилась гражданская война. При отступлении армии адмирала Колчака епархию покинули, с позволения епископа Андрея, десятки священнослужителей. Долгое отсутствие в Уфе архиерея привело к тому, что на многих приходах жизнь замерла, наблюдались даже случаи обращения ищущих священнического сана лиц в соседние епархии. Поэтому одной из первых забот Преосвященного Симона явилось устроение на всех приходах регулярной богослужебной жизни. Архив Уфимской епархии того времени не сохранился, и нам известно лишь о немногих из совершенных епископом Симоном назначений и хиротоний.
Сохранились свидетельства верующих о епископе Симоне в его недолгое архиерейство на Уфимской кафедре. Рассказывали о его доступности, задушевности, бессребреничестве, умении вести беседы на понятном языке. При всей своей преданности старому обряду в общеправославных храмах он служил по новому чину, согласно определению Поместного Церковного Собора 1917—1918-х годов, в котором говорилось, что «…единоверческие епископы, ведающие по поручению епархиального архиерея единоверческими приходами, с его благословения посещают единоверческие и православные приходы и служат в последних по принятому в Православной Церкви чину…».

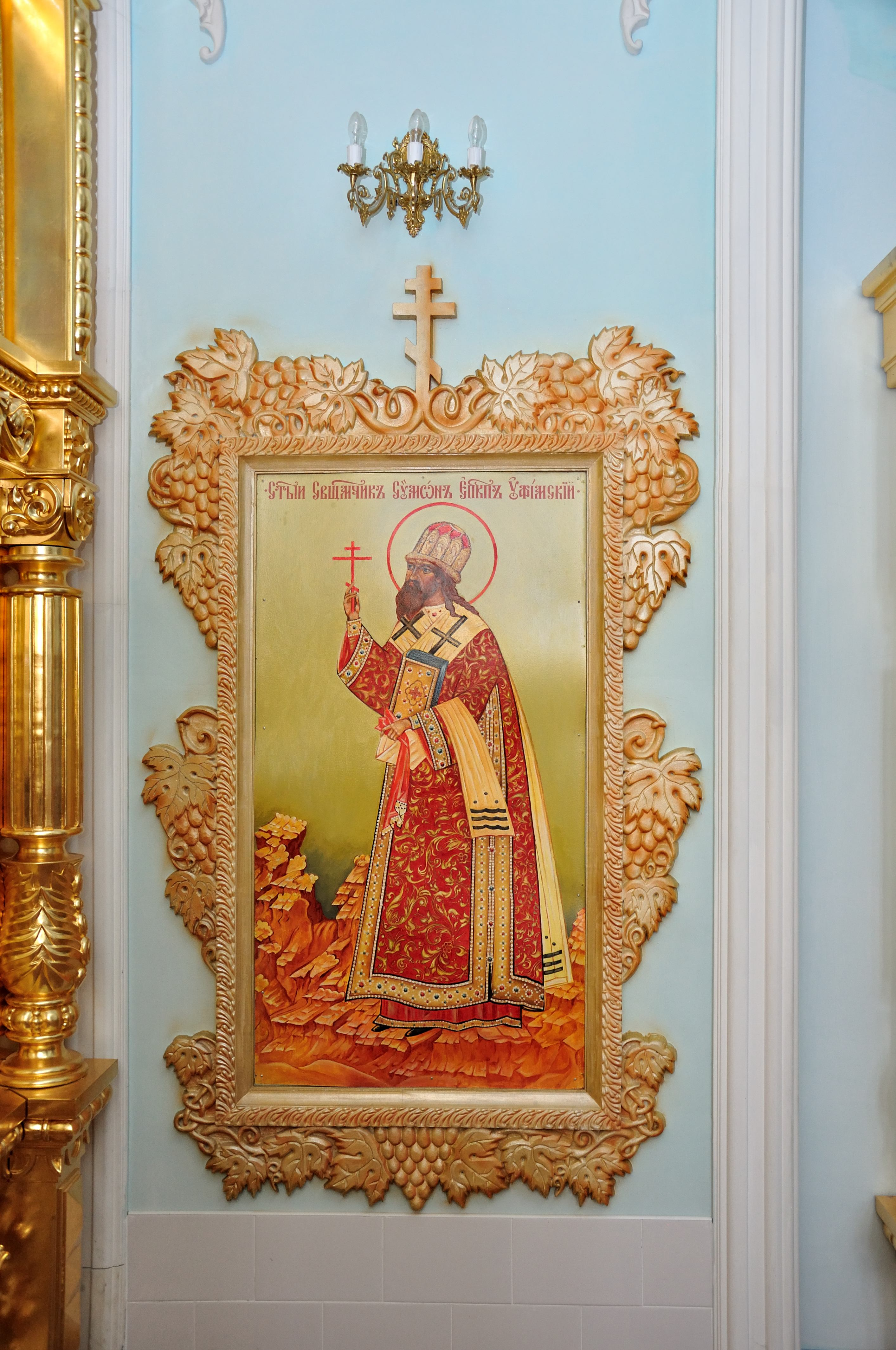
Икона в Покрово-Эннатском монастыре

18 августа 1921 года был убит двумя выстрелами из револьвера по дороге домой из Воскресенского кафедрального собора. Преступление носило уголовный характер и было совершено грабителями. После гибели пользовался особым почитанием среди православных Уфимской епархии.
Похоронен в уфимском Воскресенском кафедральном соборе. В 1932 году перезахоронен на Сергиевское кладбище г. Уфы.

## Канонизация и почитание
Имя епископа Симона было внесено в черновой поимённый список новомучеников и исповедников российских при подготовке канонизации, совершённой РПЦЗ в 1981 году. Однако сама канонизация не была поимённой, а список новомучеников был издан только в конце 1990-х годов.
В 1991 году в Москве создано единоверческое братство в память епископа Симона, однако через несколько лет оно прекратило существование.
Постановлением Священного синода Русской православной церкви от 18 июля 1999 года на рассмотрение очередного Архиерейского собора по представлению епископа Уфимского и Стерлитамакского Никона (Васюкова) был передан вопрос о канонизации владыки Симона (Шлеёва) в лике новомучеников и исповедников от Уфимской епархии.
6 (19) августа 2000 года, через 79 лет после мученической кончины, также на праздник Преображения Господня первый единоверческий епископ Симон был прославлен Юбилейным Архиерейским собором Русской православной церкви в сонме новомучеников и исповедников Российских для общецерковного почитания с установлением памяти 5/18 августа (день мученической кончины) и первое воскресенье после 25 января (7 февраля).
30 августа 2021 года в Духовно-просветительском центре при храме Усекновения главы Иоанна Предтечи Алатыря состоялась Международная научно-практическая конференция «Единою верой и единым духом», посвященная 100-летию кончины Симона (Шлеёва).